# Ismail Abdo
Ismail Abdo, även känd som Jordgubben, född 3 juni 1990, är en svensk brottsling, som sedan 2024 är ledare för det kriminella Rumba-nätverket och en av de centrala personerna i gängkriget i Sverige.
Ismail Abdo tillhörde tidigare gänget Foxtrot, men bröt sig loss efter en intern konflikt inom nätverket. År 2024 blev Ismail Abdo internationellt efterlyst och hade en röd efterlysning hos Interpol. Han greps i början av juli 2025 i staden Adana i Turkiet under en polisinsats mot kriminella grupperingar.

## Biografi
Ismail Abdo är uppväxt i Uppsala i stadsdelen Gränby och har sju syskon. Hans mor föddes i Turkiet och fadern är invandrad från Libanon.

## Konflikter
Konflikten inom Foxtrot bröt ut under sommaren 2023 och enligt polisen ska bland annat Ismail Abdo och Rawa Majid ha börjat bråka om ett narkotikaparti, vilket resulterade i en blodig konflikt mellan framträdande personer i Foxtrot. Polisen anser att gänget är mycket våldsdrivande och säger att Ismail Abdos gäng Rumba misstänks ligga bakom ett stort antal av de våldsdåd som skett i Sverige sedan sommaren 2023, såsom skjutningar, mord och sprängningar.
I augusti 2024 uppgav Aftonbladet att det svenska gängkriget har spritts till Danmark. På varsin sida i våldsspiralen styr Rawa Majid och Ismail Abdo.
Den 6 september 2023 sköts Ismail Abdos 58-åriga mor ihjäl i sin bostad i Uppsala. Två personer dömdes för mordet: en 20-åring och en 15-åring. 20-åringen dömdes till livstids fängelse och utvisning, medan 15-åringen dömdes till fyra års sluten ungdomsvård. Foxtrot anses ha legat bakom mordet.

## Brott
2016 dömdes Abdo till fem års och sex månaders fängelse för grovt vapenbrott och grovt narkotikabrott.
En 36-årig svensk man sköts i norska staden Moss i november 2023, och polisen misstänker att Ismail Abdo ligger bakom skjutningen. Mannen kopplades till Foxtrot, och han träffades av flera skott och skadades allvarligt, men överlevde.
Hösten 2023 fejkade Foxtrots dåvarande frontfigur Mustafa "Benzema" Aljiburi sin egen död för att undgå Ismail Abdos hämnd. Tre månader senare i januari 2024 sköts han ihjäl i Irak. Före sin död hade han brutit med Rawa Majid och så gott som dagligen hetsat mot både Rawa Majid och Ismail Abdo på sin egen Instagram-kanal.
I maj 2024 greps Abdo i en trafikkontroll i den turkiska staden Adana. Då hade han på sig en skottsäker väst och en laddad pistol med tolv patroner. Polisen tog in honom på ett förhör, men han släpptes mot borgen en dag senare.
Han är efterlyst för synnerligen grov narkotikasmuggling i Sverige och svensk polis har länge arbetat för att gripa honom.
Skåne, och särskilt Öresundsbron, har varit en central knutpunkt för transporten av cannabis in i Sverige. Efter interna konflikter i Foxtrot-nätverket hösten 2023 har Ismail Abdo tagit över kontrollen av importen i Öresundsregionen. Tidigare kontrollerade gängledaren Rawa Majid hela nätverket och handeln, men efter en splittring lämnade han området, vilket gav utrymme för Ismail Abdo att ta över.
Ismail Abdo har också kopplingar till två fall där närstående inom rättsväsendet har figurerat. En flickvän till Abdo studerade på polishögskolan och stängdes av först i slutet av utbildningen. En åklagare som är kusin med Ismail Abdo har dömts för att ha delat sekretessbelagda uppgifter med sina syskon. Hon har inte varit misstänkt för att ha läckt uppgifter till kusinen och påföljden blev lindrig i form av 50 dagsböter. Åklagaren avskedades från sin tjänst.

## Häktning av Ismail Abdo
Ismail Abdo häktades i Istanbul i juli 2025, misstänkt för internationell narkotikasmuggling och penningtvätt. I juli 2025 genomförde turkisk polis, i samarbete med svensk och norsk polis, en operation i fem turkiska städer: Istanbul, Adana, Mersin, Muğla och Antalya. Operationen riktades mot tre kriminella nätverk, inklusive ett lett av Abdo. Totalt greps 40 personer, varav 11 häktades, inklusive Abdo, Yavuz Kassap och Carlos Alberto Gonzales. Sju personer försattes på fri fot med restriktioner.
Utredningen, ledd av Istanbuls åklagarmyndighets enhet för penningtvättsbrott, resulterade i beslag av tillgångar värda cirka 1,5 miljarder turkiska lira, inklusive 51 fastigheter, 20 fordon och andelar i 13 företag. Enligt svenska Åklagarmyndigheten kan Abdo som turkisk medborgare inte utlämnas till Sverige. Hans rättsprocess kommer därför att genomföras i Turkiet.